# Fatoumata Samassékou
Fatoumata Samassékou (sinh ngày 31 tháng 12 năm 1987, Abidjan ) là một vận động viên bơi lội đã thi đấu cho Mali tại Thế vận hội Mùa hè 2012 và 2016. Năm 2012, cô thi đấu ở nội dung 50 m tự do nữ và kết thúc ở vị trí thứ 62 với thời gian 31,88 giây. Năm 2016, cô thi đấu trong cùng một nội dung và giành vị trí thứ 81 với thời gian 33,71 giây.